# US Ivrea Calcio
US Ivrea Calcio is een Italiaanse voetbalclub uit Ivrea, in de regio Piëmont. De club werd opgericht in 1901. Na seizoen 2005/06 promoveerde de club van de Serie C2 naar de Serie C1, om een jaar later weer te degraderen.

## Bekende (ex-)spelers
- Gianluca Comotto
- Gianluca Lapadula